# Canon EOS 90D
Canon EOS 90D — цифровой зеркальный фотоаппарат, запущенный в производство в 2019 году, преемник модели EOS 80D, выпущенной в 2016 году. Ориентирован на фотолюбителей-энтузиастов, стремящихся улучшить свои навыки и умения.
Камера получила усовершенствованный датчик автофокусировки, 32,5-мегапиксельную матрицу Canon формата APS-C следующего поколения и процессор обработки изображений DIGIC 8.
Фотоаппарат официально представлен в Нью-Йорке 28 августа 2019 года.

## Основные отличия от Canon EOS 80D
- Новая 32,5-мегапиксельная матрица APS-C;
- Усовершенствованный датчик автофокусировки;
- Джойстик автофокусировки;
- Брекетинг фокусировки;
- Автофокусировка с распознаванием лиц (в режиме LiveView);
- Электронный затвор с выдержкой до 1/16 000 сек;
- Поддержка режимов видеосъёмки 4К (3840 x 2160) с частотой кадров до 29,97 кадров/сек и Full HD (1920 x 1080) с частотой кадров до 120 кадров/сек.

## Совместимость
Canon EOS 90D оснащён байонетом EF-S и работает как с объективами EF-S, так и с объективами EF. Совместим с фотовспышками Canon Speedlite. Поддерживает пульты дистанционного управления RS-60E3 (проводной), RC-6, BR-E1 (беспроводные) и пульт с таймером TC-80N3 (только при использовании с адаптером пульта RA-E3). Может использоваться с ручкой-держателем аккумуляторов BG-E14.